# 見えないグリーン
『見えないグリーン』（みえないグリーン、Invisible Green）は、ジョン・スラデック作の長編推理小説。1977年発表。
週刊文春で実施されたベスト投票東西ミステリーベスト100において、1986年版海外部門79位・2012年版海外部門50位。

## 内容
ミステリ好きの素人探偵の同好会が1939年秋に集合写真を撮った。戦争があり、メンバーの戦死でもって６人になってしまったが、生活も落ち着き会員の招集が35年ぶりに開催された。６人のうちメンバーのひとりである元軍人が不審な死を遂げた。会員に雇われた名探偵サッカレイ・フィンに挑戦するかのように、姿なき殺人者がメンバーたちを次々と襲う。探偵と警察が捜査を進めていくと、会合のメンバー７人のもとに『色』を暗示させる脅迫がされていたことがわかってくる。自らを「グリーン氏」と名乗る脅迫者にして殺人鬼はメンバーのうち誰か。

## 登場人物
- ドロシア（ドロシー）・フェアロー - 老婦人。「素人探偵七人衆」の主催者。
- マーティン・ヒューズ - ドロシアの甥。
- ブレンダ・ラティマー - マーティンの婚約者。レナードの娘。
- シーラ・タバナ - ドロシアのメイド。
- ミアナ・タバナ - シーラの娘。
- サー・アンソニー・フィッチ - 准男爵。同じく「素人探偵七人衆」の会員。
- レナード・ラティマー - 化学者。同じく会員。
- エドガー（エド）・ストークス - 退役軍人。同。
- デリック・ポートマン - 弁護士。同。
- ジャービス・ハイド - 画家。同。
- フランシス（フランク）・ダンビ - 退職した警官。同。
- ゲイロード警部 - 事件を捜査する刑事。
- サッカレイ・フィン - 主人公の名探偵。『黒い霊気』にも登場した。
- グリーン氏 - 連続殺人を続ける謎の人物。

## 提示される謎
- 第一の事件 - 病死に見える密室。
- 第二の事件 - 顔見知りの集まりなのに被害者は何故「お前は誰だ」と犯人に問いかけたのか。
- 第三の事件 - アリバイくずし。